# Kylinia
Kylinia, rod crvenih algi iz porodice Acrochaetiaceae. Postoje dvije priznate vrste, obje su morske.

## Vrste
1. Kylinia endophytica (Batters) Athanasiadis
2. Kylinia rosulata Rosenvinge - tipična